# کرنک نیکلسون
در تحلیلی عددی روش کرنک نیکلسون یک روش تفاضل محدود است که برای حل معادله حرارت و معادلات دیفرانیسل مشابه بکار برده می‌شود. این روش شامل گام زمانی با دقت مرتبه دوم و به صورت ضمنی می‌باشد  و از لحاظ عددی پایدار است.
برای معادلات نفوذ (و بسیاری دیگر از معادلات) می‌توان اثبات کرد که روش کرنک نیکلسون به صورت بی قید پایدار است. با این وجود حل تقریبی آن در صورتی که نسبت گام زمانی به مربع گام مکانی بزرگ باشد (عموماً بزرگتر از نیم) می‌تواند شامل نوسانات قابل توجهی در حل عددی باشد. یکی از روش‌های بسیار پرکاربرد در شبیه سازی معادلات گرما می‌باشد.